# Radha Krishna Choudhary
El profesor Radha Krishna Choudhary fue un historiador y pensador de Bihar, gran investidador del estudio de Vihar y la lengua maithili, en la que compuso su obra literaria, para sus estudios usaba el hindi y el inglés

## Obra
- Political History of Japan (1868–1947). Bihar Publishers, Patna. 1948. Inglés
- Maithili Sahityik Nibandhavali. Abhinav Granthagar, Patna. 1950. Maithili.
- Sidhharth. Abhinav Granthagar, Patna. 2 ed. 1952. Hindi.
- Studies in Ancient Indian Law. Motilal Banarsidas, Patna.1953. Inglés
- Bihar - The Homeland of Biddhism. Sidharth Press, Patna. 1956. Inglés
- History of Bihar. Motilal Banarsidas, Patna. 1958. Inglés
- Select Inscriptions of Bihar. Smt Shanti Devi. 1958. Inglés
- Mithilak Sankshipt Rajnaitik Itihas. Vaidehi Samiti, Darbhanga. 1961. Inglés
- Vratyas in Ancient India. Choukhamba Prakashan, Varanasi. 1964. Inglés
- Prachin Bharat Ka Rajnaitik Evam Sanskritik Itihas (1200 Eisvi Tak). Bharati Bhavan Publishers, Patna. 1967. Hindi.
- Sharaantidha. Maithili Prakashan, Calcutta. 1968. Maithili.
- Vishva Itihas Ki Ruprekha (2 Volumes). Ajanta Press Patna. 1969. Inglés
- History of Muslim Rule in Tirhut(1207 - 1765). Choukhamba Prakashan, Varanasi. 1970. Inglés
- Kautilya's Political Ideas and Institutions. Choukhamba Prakashan, varanasi. 1971. Inglés
- Dhammapada - Maithili Translation. Maithii Prakashan Samiti, Calcutta. 1971. Maithili